# Ulf Söderström (ishockeyspelare)
Ulf Yngve Söderström, född 19 september 1972 i Hofors, är en svensk före detta ishockeyspelare med Hofors HC som moderklubb. Undantaget en säsong med Väsby IK Hockey, så spelade Söderström i Hofors HC:s A-lag mellan säsongerna 1988/98 och 1993/94. Därefter tillbringade han sex säsonger med Linköping HC, med ett avancemang från Division I till Elitserien 1998/99 som främsta merit. Samma säsong vann Söderström poängligan i Division 1.
Inför säsongen 2000/01 lämnade Söderström Linköping för spel med Färjestad BK. Han tillbringade fyra säsonger i klubben och blev säsongen 2001/02 svensk mästare. Övriga säsonger tog laget SM-silver. 2001/02 vann Söderström Elitseriens poängliga och fick också Guldhjälmen som tilldelas seriens bästa spelare, framröstat av spelarna. Söderström återvände till Linköping 2004 och tog sitt fjärde SM-silver säsongen 2006/07, som också blev hans sista i klubben. Därefter tillbringade han två säsonger med Mjölby HC i Division 2 och Division 1, innan han avslutade sin spelarkarriär.
Mellan 2001 och 2003 var Söderström aktiv i Tre Kronor. Totalt spelade han 13 A-landskamper. Säsongen 2009/10 var Söderström huvudtränare i Mjölby HC. Sedan säsongen 2012/13 arbetar han som materialförvaltare i Linköping HC.

## Karriär

### Klubblag
Vid 15 års ålder gjorde Söderström debut i moderklubben Hofors HC A-lag i Division 2 säsongen 1987/88. Han spelade totalt tre matcher för klubben under säsongen och stod för fyra poäng, varav ett mål. Från och med den efterföljande säsongen var Söderström ordinarie i laget och hade ett poängsnitt på mer än en poäng per match (på 29 matcher stod han för 30 poäng). Han förbättrade sin poängskörd ytterligare, de två nästkommande säsongerna. Säsongen 1990/91 hade han ett poängsnitt på nära två poäng per match då han stod för 61 poäng på 32 matcher. Efter fyra säsonger med Hofors HC i Division 2, lämnade han klubben för spel med Väsby IK Hockey i Division I. Poängmässigt blev säsongen ett misslyckande då han stod för 9 poäng på 27 matcher. Han återvände sedan till Hofors för ytterligare två säsonger i klubben. Han gjorde sin poängmässigt bästa säsong i klubben 1992/93, då han vann lagets interna poängliga med 62 poäng på 32 matcher (31 mål, 31 assistpoäng). Efter sex säsonger i följd i Division 2 lyckades laget avancera till Division 1. Även den säsongen, 1993/94, var Söderström lagets bästa poängplockare med 38 poäng på 32 matcher. Laget hade dock svårt att etablera sig  i Division 1 och degraderades till Division 2 efter att man bara lyckats ta tre segrar under grundserien.
Inför säsongen 1994/95 lämnade Söderström Hofors HC för spel med Linköping HC i Division 1. Säsongen 1996/97 var han med att ta Linköping till Kvalserien för första gången i klubbens historia. I Kvalserien blev laget sist, sedan man endast lyckats ta två segrar. Säsongen därpå vann han lagets interna poäng- och skytteliga med 60 poäng på 31 matcher. Linköping tog sig åter till Kvalserien, denna gång var laget två poäng ifrån att ta sig till Elitserien. Säsongen 1998/99 vann Söderström den totala poängligan i Division 1 med 70 poäng på 42 matcher (29 mål, 41 assist). I en 6–0-seger mot IFK Arboga IK den 24 februari 1999 gjorde Söderström ett hat trick då han stod för fyra av Linköpings mål, samtliga mål var framspelade av Michael Helber. För tredje året i följd tog sig laget till Kvalserien, vilken man vann och därmed lyckades avancera till Elitserien. Söderström vann Kvalseriens totala poängliga då han på 10 matcher noterades för 16 poäng. Den 2 oktober 1999 gjorde Söderström sitt första Elitseriemål då Linköping föll hemma mot Färjestad BK med 3–5. Laget hade ett svårt första år i Elitserien och lyckades bara ta nio segrar på 50 grundseriematcher. Linköping slutade sist och Söderström var lagets poängmässigt bästa spelare i grundserien. På 49 matcher stod han för 27 poäng (9 mål, 18 assist). Linköping var för fjärde året i följd i Kvalserien. I seriens fjärde omgång, den 20 mars 2000, gjorde Söderström ett hat trick då Linköping besegrade Nyköpings Hockey med 5–4. Målen kom till i tre olika spelformer (spel fem mot fem, numerärt underläge, samt på straffslag). Med endast tre segrar efter ordinarie speltid slutade laget fyra och degraderades därmed till Allsvenskan.
Den 26 april 2000 meddelades det att Söderström lämnat Linköping för fortsatt spel i Elitserien då han skrivit ett tvåårsavtal med Färjestad BK. Laget slutade tvåa i grundserien efter Djurgårdens IF och Söderström blev under sin första säsong i klubben tvåa i lagets interna poängliga. I den totala poängligan slutade han på elfte plats med 40 poäng på 45 matcher (19 mål, 21 assist). Söderström gjorde sedan debut i SM-slutspelet. Efter att ha slagit ut Frölunda HC och Malmö Redhawks (båda med 4–1 i matcher), föll laget i finalserien mot Djurgårdens IF med 4–2. Söderström nådde sin karriärs höjdpunkt under säsongen 2001/02. Färjestad vann grundserien komfortabelt, 25 poäng före tvåan Modo Hockey. Söderström stod för 50 poäng på 49 matcher i grundserien (16 mål, 35 assist) och vann därmed Elitseriens poängliga. Han var också den spelare som hade bäst plus/minus-statistik i grundserien (31). I februari 2002 förlängde Söderström sitt avtal med Färjestad med ytterligare två år. I det efterföljande SM-slutspelet vann Färjestad samtliga matcher och Söderström tilldelades därför ett SM-guld. Han ådrog sig dock en skada i semifinalserien mot HV71, vilket gjorde att han missade de fyra avslutande matcherna. Vid säsongens slut, den 15 april, fick Söderström Guldhjälmen som tilldelas seriens bästa spelare, framröstat av spelarna. Under sina två nästkommande säsonger sjönk Söderströms poängproduktion. I sin tredje säsong i klubben stod han för 29 poäng på 45 grundseriematcher. Färjestad tog sig åter till SM-final, sedan man slagit ut både Leksands IF och Djurgårdens IF med 4–1 i matcher. I finalserien föll dock laget mot Frölunda HC i fyra raka matcher. Under sin fjärde säsong med Färjestad noterades Söderström för 21 poäng på 49 matcher. I SM-slutspelet spelade Söderström sin fjärde raka finalserie med klubben, sedan man slagit ut Luleå HF och Timrå IK (båda med 4–1 i matcher). I finalserien mot HV71 ledde Färjestad med 3–2 i matcher, men sedan man misslyckats med att göra mål under de två sista matcherna så föll laget med 3–4 i matcher.
Den 14 april 2004 meddelades det att Söderström återvänt till Linköping HC, efter att ha skrivit ett treårsavtal med klubben. Poängmässigt gjorde han gjorde sin sämsta säsong i Elitserien. På 41 matcher stod han för fem mål och sex assistpoäng. I slutspelet gick han poänglös då Linköping åkte ut i kvartsfinal efter förlust mot Södertälje SK med 4–2 i matcher. Säsongen därpå nästan tredubblade Söderström sin poängskörd från föregående säsong. Han slutade tvåa i lagets interna poängliga, efter Tony Mårtensson, med 32 poäng på 50 matcher. Laget nådde semifinalspel för första gången i klubbens historia, sedan man slagit ut Luleå med 4–2 i kvartsfinal. I semifinalserien hade Linköping en 3–1-ledning mot Frölunda, men förlorade serien då Frölunda sedan tog tre raka segrar. Säsongen 2006/07 kom att bli Söderströms sista med Linköping. I SM-slutspelet var han med att ta klubben till sin första finalserie någonsin. I kvarts-, respektive semifinal slog klubben ut Luleå HF (4–0) och Färjestad BK (4–1). I finalen föll Linköping mot Modo Hockey med 4–2 i matcher och Söderström tilldelades därefter sitt fjärde SM-silver. Den 19 april 2007 bekräftade Linköping att man inte valt att förlänga avtalet med Söderström. 
I början av augusti 2007 stod det klart att Söderström skrivit ett avtal med Mjölby HC i Division 2. Han var med att ta laget till Division 1 och vann lagets interna poäng-, skytte- och assistliga under säsongens gång. På 26 matcher noterades han för 68 poäng (25 mål, 43 assist). Söderström spelade sedan ytterligare en säsong i klubben och slutade denna gång tvåa i lagets interna poängliga. På 28 matcher stod han för 46 poäng (18 mål, 28 assist). Efter säsongens slut avslutade Söderström sin spelarkarriär.

### Landslag
Söderström gjorde debut i det svenska landslaget under Ceská Pojištovna Cup. Debuten skedde den 6 september 2001 i en match mot Finland. Den 10 november 2002 gjorde han sitt första, och sista, mål i landslaget, på Kari Lehtonen, då Sverige föll mot Finland med 5–3. Den 22 december spelade Söderström sin sista landskamp, som slutade med en 3–1-förlust mot Slovakien. Totalt spelade han 13 landskamper där han noterades för tre poäng (ett mål, två assistpoäng).

## Statistik
| 1987–88           | Hofors HC         | Div. 2            | 3   | 1   | 3   | 4   | —   | —  | —  | —  | —  | —  |
| 1988–89           | Hofors HC         | Div. 2            | 29  | 13  | 17  | 30  | —   | —  | —  | —  | —  | —  |
| 1989–90           | Hofors HC         | Div. 2            | 32  | 8   | 28  | 36  | —   | —  | —  | —  | —  | —  |
| 1990–91           | Hofors HC         | Div. 2            | 32  | 22  | 39  | 61  | 26  | —  | —  | —  | —  | —  |
| 1991–92           | Väsby IK          | Div. I            | 27  | 2   | 7   | 9   | 8   | —  | —  | —  | —  | —  |
| 1992–93           | Hofors HC         | Div. 2            | 32  | 31  | 31  | 62  | 30  | —  | —  | —  | —  | —  |
| 1993–94           | Hofors HC         | Div. I            | 32  | 16  | 22  | 38  | 36  | —  | —  | —  | —  | —  |
| 1994–95           | Linköping HC      | Div. I            | 32  | 8   | 5   | 13  | 41  | —  | —  | —  | —  | —  |
| 1995–96           | Linköping HC      | Div. I            | 32  | 6   | 20  | 26  | 36  | 4  | 0  | 4  | 4  | 0  |
| 1996–97           | Linköping HC      | Div. I            | 32  | 14  | 36  | 50  | 28  | 13 | 3  | 5  | 8  | 8  |
| 1997–98           | Linköping HC      | Div. I            | 31  | 21  | 39  | 60  | 84  | 10 | 4  | 6  | 10 | 10 |
| 1998–99           | Linköping HC      | Div. I            | 42  | 29  | 41  | 70  | 40  | 10 | 6  | 10 | 16 | 4  |
| 1999–00           | Linköping HC      | Elitserien        | 49  | 9   | 18  | 27  | 32  | 10 | 10 | 4  | 14 | 12 |
| 2000–01           | Färjestad BK      | Elitserien        | 45  | 19  | 21  | 40  | 30  | 15 | 3  | 9  | 12 | 12 |
| 2001–02           | Färjestad BK      | Elitserien        | 49  | 16  | 34  | 50  | 65  | 6  | 2  | 3  | 5  | 2  |
| 2002–03           | Färjestad BK      | Elitserien        | 45  | 10  | 19  | 29  | 45  | 14 | 1  | 5  | 6  | 6  |
| 2003–04           | Färjestad BK      | Elitserien        | 49  | 9   | 14  | 23  | 24  | 17 | 3  | 5  | 8  | 6  |
| 2004–05           | Linköping HC      | Elitserien        | 41  | 5   | 6   | 11  | 12  | 6  | 0  | 0  | 0  | 0  |
| 2005–06           | Linköping HC      | Elitserien        | 50  | 11  | 21  | 32  | 61  | 13 | 3  | 5  | 8  | 10 |
| 2006–07           | Linköping HC      | Elitserien        | 41  | 9   | 7   | 16  | 36  | 15 | 3  | 4  | 7  | 6  |
| 2007–08           | Mjölby HC         | Div. 2            | 26  | 25  | 43  | 68  | —   | —  | —  | —  | —  | —  |
| 2008–09           | Mjölby HC         | Div. I            | 28  | 18  | 28  | 46  | 30  | —  | —  | —  | —  | —  |
| Elitserien totalt | Elitserien totalt | Elitserien totalt | 369 | 88  | 140 | 228 | 305 | 96 | 25 | 35 | 60 | 54 |
| Div. 1 totalt     | Div. 1 totalt     | Div. 1 totalt     | 256 | 114 | 198 | 312 | 303 | 37 | 13 | 25 | 38 | 22 |
| Div. 2 totalt     | Div. 2 totalt     | Div. 2 totalt     | 154 | 100 | 161 | 261 | 56  | —  | —  | —  | —  | —  |